# Paratylenchus goodeyi
Paratylenchus goodeyi är en rundmaskart. Paratylenchus goodeyi ingår i släktet Paratylenchus och familjen Criconematidae. Inga underarter finns listade i Catalogue of Life.